# Степахина, Светлана Викторовна
Светлана Викторовна Степахина  (род. 30 июня 1999 года) — российская ватерполистка, мастер спорта, входит в состав женской национальной сборной России по водному поло. На клубном уровне выступает за столичную команду «Скиф» город Москва. Победительница I Европейских игр, бронзовый призёр летней Универсиады 2019 года, трёхкратный победитель Первенств мира.

## Биография
С 12 лет Светлана выступала за Буревестник (Нижний Новгород). В командах играет под тринадцатым номером.
С 2017 года выступала за команду "Югра" г.Ханты-Мансийск.
С 2020 года является основным вратарём команды "Скиф" г.Москва.

## Личные результаты
- Победитель Первых Европейских Олимпийских игр — 2015 год, город Баку.
- 3-х кратный Победитель Первенства Мира — 2016 — Окленд (Н. Зеландия); 2017 — Афины (Греция); 2019 — Фуншал (Португалия).
- ХХХ Летней Универсиады город Неаполь (Италия) 2019 год — бронзовый призер.
- Победитель Российско-Китайских Игр — 2015 год, город Иркутск.
- Финалист Спартакиады сильнейших - 2022г. (в составе команды "СКИФ ЦОП Москомспорта").
- Серебряный призёр Чемпионата России 2021г. (в составе команды "СКИФ ЦОП Москомспорта)
- 2-х кратный Серебряный призер Кубка России - 2017 г. (в составе команды "ЮГРА"), 2023 г. (в составе команды "СКИФ ЦОП Москомспорта").
- Бронзовый призёр Кубка России - 2022г. (в составе команды "СКИФ ЦОП Москомспорта")
- Бронзовый призёр первенства России - 2017г. (в составе команда "ЮГРА")
- Бронзовый призер Кубка Губернатора Челябинской области город Челябинск (Россия) 2017 год.
- Чемпионка России по мини водному поло 2018 года.